# Afton (Nova Iorque)
Afton é uma cidade  (e também uma vila com o mesmo nome) localizada no estado americano de Nova Iorque, no Condado de Chenango.

## Demografia
Segundo o censo americano de 2000, a sua população era de 2977 habitantes.
Em 2006, foi estimada uma população de 829, um decréscimo de 7 (-0.8%).

## Geografia
Afton localiza-se a aproximadamente 316 m acima do nível do mar.

## Localidades na vizinhança
O diagrama seguinte representa as localidades num raio de 20 km ao redor de Afton.